# Commorienza
Per il diritto italiano la commorienza è un istituto giuridico che risolve problemi di incertezza nell'acquisto di diritti derivanti da successione a causa di morte di più persone aventi tra loro legami di parentela. La commorienza viene in essere quando la morte dei soggetti avviene per effetto di un unico incidente o infortunio senza che sia possibile individuare con certezza il preciso momento del decesso di ciascuna di esse.
L'esempio tipico è quello di due fratelli che nel medesimo incidente o infortunio perdono la vita. Quando è possibile determinare chi dei due è morto per primo allora l'altro, sia pur per poco tempo o istanti, ne è stato erede. Se la cosa può non toccare i due sfortunati, per l'accertamento delle quote ereditarie è fondamentale sapere se vi è stata contemporaneità nella morte (appunto commorienza) oppure vi è stato un tempo o istante diverso del decesso nel medesimo incidente o infortunio.
Qualora non fosse possibile una tale determinazione, la legge italiana assume che tali persone siano decedute nello stesso momento (presunzione di commorienza).
Chi intende fondare un proprio diritto sulla maggiore sopravvivenza di una delle persone decedute deve fornirne la prova. Il termine "presunzione" è in questo caso improprio, visto che nel diritto la presunzione è l'argomentazione logico-giuridica che permette di risalire da un fatto noto a un fatto ignoto. Ora, nell'esempio il fatto noto manca, e cioè si sa che i soggetti sono entrambi deceduti nello stesso incidente ma non si sa chi per primo o se in contemporanea, mentre il fatto ignoto rimane appunto ignoto. È più corretto quindi parlare di finzione giuridica, più che di presunzione.
La commorienza è disciplinata dall'art. 4 del Codice civile italiano, il quale dispone “[q]uando un effetto giuridico dipende dalla sopravvivenza di una persona a un’altra e non costa quale di esse è morta prima, tutte si considerano morte nello stesso momento”.